# چزنت
latitudeچزنتlongitudeچزنت
چزنت (به انگلیسی: Cheshunt) شهری در منطقهٔ هرتفوردشر کشور انگلستان است که این کشور خود بخشی از بریتانیا محسوب می‌شود. این شهر در سال ۱۹۹۱ میلادی ۵۱٫۹۹۸ نفر جمعیت داشته و در سرشماری سال ۲۰۰۱ جمعیت آن به ۵۵٫۲۷۵ نفر رسیده‌است. میزان رشد سالانهٔ جمعیت چزنت ‎-۰٫۷۱ درصد می‌باشد و جمعیت این شهر در سال ۲۰۱۲ به ۵۱٫۱۰۲ نفر تغییر یافت.